# Chałupki (województwo dolnośląskie)
Chałupki (niem. Neuhaus) – wieś w Polsce położona w województwie dolnośląskim, w powiecie ząbkowickim, w gminie Kamieniec Ząbkowicki.

## Podział administracyjny
W latach 1954–1959 wieś należała i była siedzibą władz gromady Chałupki, po przeniesieniu siedziby i zmianie nazwy gromady w gromadzie Lubnów. W latach 1975–1998 miejscowość administracyjnie należała do województwa wałbrzyskiego.

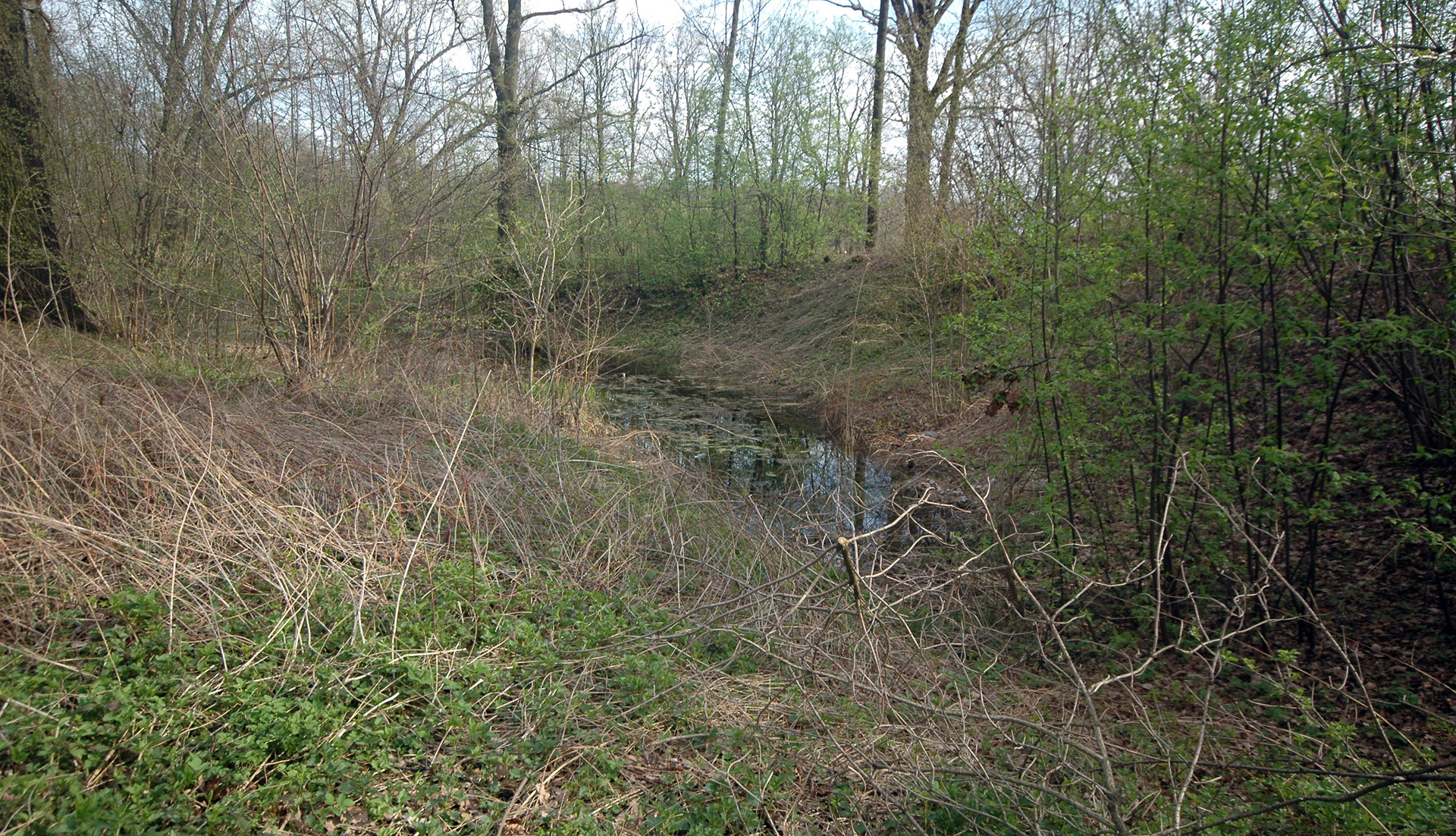
Fosa zamkowa w Chałupkach

## Zabytki
Do wojewódzkiego rejestru zabytków wpisane są:
- zespół młyna (nr 7), z końca XIX w.:
  - młyn
  - dom
- park zamkowy, z XV-XX w.

zabytki nieistniejące:
- Ruiny zamku(inne języki), wzmiankowanego w XIV wieku jako Novum Castrum. Ruiny tworzą kopiec o zarysie wydłużonego owalu o wymiarach ok. 60 × 100 m i wysokości 3 m. Otaczał go wał o szerokości 20 m i wysokości 8 m oraz fosa. W trakcie badań wykopaliskowych odkryto fragment biegnącego łukiem muru obwodowego o grubości 2,3 m, z prostopadle dochodzącą ścianą o grubości ok. 1 m oraz fragment cylindrycznej wieży. Mury wzniesiono z łamanego kamienia na zaprawie wapiennej. W 1295 r. właścicielem zamku był Bolko Surowy, a zarządcą warowni kasztelan Piotr z Lubnowa.

Po raz pierwszy zamek „Novum castrum” odnotowany jest w dokumencie z 1295 r. jako siedziba kasztelana Piotra z Lubnowa, tytułowanego także sędzią polskim na czeskim pograniczu, oficjała na dworze księcia Bolka I. Zamek „Paczków” pojawia się natomiast po raz pierwszy w źródłach pisanych w 1299 r., przy okazji wystawienia w nim dokumentu przez Bolka I.
W 1440 r. warownię, jako siedzibę rycerza rabusia Zygmunta von Reichenaua, zdobył Hynek Krušina z Lichtenburka. Tenże Hynek, sprawując funkcję wójta urzędującego na zamku, również miał podejmować łupieżcze wyprawy. Spowodowało to interwencję mieszczan wrocławskich, którzy w 1443 r. wspólnie z księciem ziębickim Wilhelmem opawskim spustoszyli warownię. Popadający w ruinę obiekt na nowo stał się siedzibą rycerzy-rabusiów. W 1509 roku zamek został zdobyty i zburzony przez biskupa wrocławskiego Jana Thurzona. Istniejące jeszcze ruiny wieży rozebrano w 1832 roku. Do XX wieku zachowały się ślady fosy i wałów.

## Szlaki turystyczne
- Żółty:  Ziębice – Osina Wielka – Starczówek – Lubnów – Chałupki – Paczków